# إريمو
إريمو  هي بلدية في اليابان، وبلدة في اليابان، تقع في Hidaka Subprefecture ‏، بلغ عدد سكانها 4,793  نسمة وذلك حسب إحصائيات سنة 2018، تبلغ مساحتها 283.93 كيلومتر مربع.